# ビジコープ
ビジコープ（英: VisiCorp）は、初期のパーソナルコンピュータ向けソフトウェア企業。VisiCalc や VisiOn といった製品で知られている。
1976年、Dan Fylstra と Peter R. Jennings が設立した Personal Software 社が始まりである。同社は Jennings が開発したコンピュータチェスプログラム Microchess を販売していた。対応機種は当初モステクノロジーのKIM-1だったが、後に PET 2001、Apple IIへと移植された。その後、様々なゲームやアプリケーションを開発・販売していく。1979年にリリースした VisiCalc が大ヒットとなり、同社は社名を VisiCorp に改めた。
VisiCorp は、VisiCalc の開発元 Software Arts との訴訟の後、Palidan Software に売却された。

## 主な製品
- VisiCalc は最初の表計算ソフトであり、Software Arts が開発し、VisiCorp が販売した。
- VisiOn は IBM PC 向けの初期のGUIの1つ。

## 初期の社員
- Ed Esber - アシュトンテイトの経営に関わった
- Bill Coleman - BEAシステムズを設立
- ミッチ・ケイパー - ロータスと電子フロンティア財団を設立
- Rich Melmon - エレクトロニック・アーツの共同設立者
- Brad Templeton - 初期のドットコム企業 Clarinet を設立